# Maagslijmvliesirritatie
Maagslijmvliesirritatie is een aandoening, waarbij een deel van het slijmvlies van de maag geïrriteerd is.

## Oorzaken
- Doorgemaakte bacteriële infectie zoals Helicobacter pylori of Noro-virus
- Gastritis
- Hevige bloedingen
- Brandwonden
- Bepaalde medicatie, zoals NSAID of acetylsalicylzuur
- Alcoholmisbruik
- Antistoffen die de 'eigen' maag aanvallen.

## Symptomen
- Indigestie, storing in spijsverteringskanaal
- Dyspepsie, opgeblazen gevoel
- Misselijkheid en/of braken
- Brandend maagzuur
- Oesofageale reflux, opkomend maagzuur
- Boeren
- Winderigheid
- Pijn in de maagstreek

## Behandeling
- De oorzaak bestrijden
- Bij infectie: antibiotica
- Maagzuurremmers

Bij langdurige klachten kan ervoor gekozen worden een gastroscopie uit te voeren om oorzaken zoals maagkanker of een infectie op te sporen door een biopt te nemen tijdens het onderzoek.

## Complicatie
- Maagzweer